# Festival Internacional de Cine de Cannes de 1990
El 43º Festival de Cine de Cannes se celebró entre el 10 al 21 de mayo de 1990. La Palma de Oro fue otorgada a Corazón salvaje de David Lynch.
El festival se abrió con Los Sueños de Akira Kurosawa y lo cerró The Comfort of Strangers, dirigit per Paul Schrader.

## Jurado

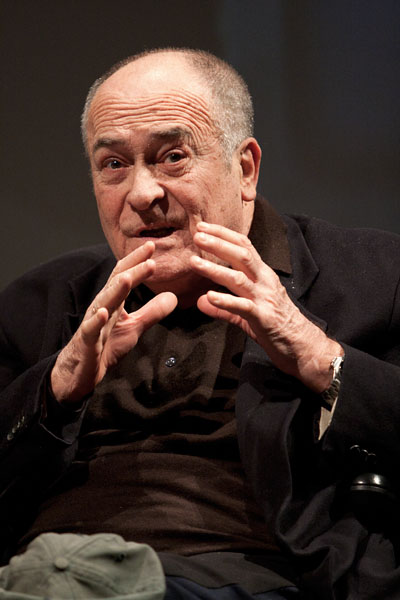
Bernardo Bertolucci, presidente del jurado de la competición principal

### Competición principal
Las siguientes personas fueron nominadas para formar parte del jurado de la competición principal en la edición de 1991:
- Bernardo Bertolucci (Italia) Presidente
- Aleksei German (Rusia)
- Anjelica Huston (EE. UU.)
- Bertrand Blier (Francia)
- Christopher Hampton (Gran Bretaña)
- Fanny Ardant (Francia)
- Françoise Giroud (Francia)
- Hayao Shibata (Japón)
- Mira Nair (India)
- Sven Nykvist (Suecia)

### Cámara d'Or
Las siguientes personas fueron nominadas para formar parte del jurado de la Caméra d'or de 1991:
- Christine Boisson (actriz) Presidenta
- Bruno Jaeggi (periodista)
- Caroline Huppert (directora)
- Catherine Magnan (cinéfila)
- Jan Svoboda (periodista)
- Martine Jouando (crítico)
- Richard Billeaud
- Vecdi Sayar (cinéfila)

## Selección oficial

### En competición – películas
Las siguientes películas compitieron por la Palma de Oro:
- La captive du désert de Raymond Depardon
- Bienvenidos al paraíso de Alan Parker
- Cyrano de Bergerac de Jean-Paul Rappeneau
- Daddy nostalgie de Bertrand Tavernier
- Stanno tutti bene de Giuseppe Tornatore
- Agenda oculta de Ken Loach
- Przesłuchanie de Ryszard Bugajski
- Ju Dou de Zhang Yimou
- La puta del rey de Axel Corti
- Mat de Gleb Panfilov
- Nouvelle Vague de Jean-Luc Godard
- Rodrigo D: No Futuro de Víctor Gaviria
- Shi no toge de Kōhei Oguri
- Taxi Blues de Pavel Lungin
- Tilaï de Idrissa Ouedraogo
- Ucho de Karel Kachyňa
- Cazador blanco, corazón negro de Clint Eastwood
- Corazón salvaje de David Lynch

### Un Certain Regard
Las siguientes películas fueron elegidas para competir en Un Certain Regard:
- 1871 de Ken McMullen
- Abrahams Gold de Jörg Graser
- The Best Hotel on Skid Row de Christine Choy, Renee Tajima-Peña
- Txiornaya roza - emblema pechali, krasnaya roza - emblema lyubvi de Sergei Solovyov
- Le cantique des pierres de Michel Khleifi
- Le casseur de pierres de Mohamed Zran
- Zamri, umri, voskresni! de Vitali Kanevsky
- V gorode Sochi tyomnye nochi de Vasili Pichul
- Hameyu'ad de Daniel Wachsmann
- Innisfree de José Luis Guerín
- Ostatni prom de Waldemar Krzystek
- Longtime Companion de Norman René
- Night Out de Lawrence Johnston
- Pummarò de Michele Placido
- Het sacrament de Hugo Claus
- Scandalo segreto de Monica Vitti
- Ke tu qiu hen de Ann Hui
- The Space Between the Door and the Floor de Pauline Chan
- Tumultes de Bertrand Van Effenterre
- On Tour de Gabriele Salvatores

### Películas fuera de competición
Las siguientes películas fueron elegidas para ser proyectadas fuera de competición:
- Artificial Paradise (Umetni raj) de Karpo Godina
- The Comfort of Strangers de Paul Schrader
- Cry-Baby de John Waters
- Los Sueños de Akira Kurosawa de Akira Kurosawa
- Korczak de Andrzej Wajda
- La sirenita de John Musker, Ron Clements
- Non, ou a Vã Glória de Mandar de Manoel de Oliveira
- The Plot Against Harry de Michael Roemer
- Il sole anche di notte de los Hermanos Taviani
- La voce della luna de Federico Fellini

### Cortometrajes en competición
Los siguientes cortometrajes competían para la Palma de Oro al mejor cortometraje:
- Le baiser de Pascale Ferran
- De slaapkamer de Maarten Koopman
- Jours de plaine de Réal Berard, André Leduc
- The Lunch Date d'Adam Davidson
- Night Cries: A Rural Tragedy de Tracey Moffatt
- Les Pediants de Prinzgau
- Le pinceau à lèvres de Bruno Bauer Chiche
- Polvo Enamorado de Javier Lopez Izquierdo
- Portrét de Pavel Koutský
- Revestriction de Barthelemy Bompard
- 'Etre Ou Ne Pas Être de John Weldon
- Yego zhena kuritsa  d'Igor Kovalyov

## Secciones paralelas

### Semana Internacional de los Críticos
Las siguientes películas fueron elegidas para ser proyectadas en la Semana de la Crítica (29º Semaine de la Critique):
Películas en competición
- Beyond the Ocean de Ben Gazzara (Italia)
- H-2 Worker de Stéphanie Black (EE. UU.)
- Benim Sinemalarım de Füruzan y Gülsün Karamustafa (Turquía)
- Outremer de Brigitte Roüan (Francia)
- Queen of Temple Street de Lawrence Ah Mon (Hong Kong)
- The Reflecting Skin de Philip Ridley (Reino Unido)
- Cas sluhu de Irena Pavlaskova (Checoslovaquia)

Competición de cortometrajes
- Animathon de Collectif (Canadá)
- Inoi de Sergueï Masloboïchtchikov (URSS)
- Les Mains au dos de Patricia Valeix (Francia)
- The Mario Lanza Story de John Martins-Manteiga (Canadá)
- Pièce touchée de Martin Arnold (Austria)
- Sibidou de Jean-Claude Bandé (Burkina Faso)
- Sostuneto de Eduardo Lamora (Noruega)

### Quincena de los directores
Las siguientes películas fueron elegidas para ser proyectadas en la Quincena de los directores de 1991 (Quinzaine des Réalizateurs):
- Iskindiriah Kaman Oue Kaman de Youssef Chahine
- Bagh Bahadur de Buddhadeb Dasgupta
- Céllövölde d'Arpad Sopsits
- December Bride de Thaddeus O'Sullivan
- End Of The Night de Keith McNally
- Halfaouine Child of the Terraces de Ferid Boughedir
- Inimene, Keda Polnud de Peeter Simm
- Laguerat de Georgi Djulgerov
- Margarit y Margarita de Nikolaï Volev
- Metropolitan de Whit Stillman
- Paper Mask de Christopher Morahan
- Pervii Etage de Igor Minaiev
- Porte Aperte de Gianni Amelio
- Printemps Perdu de Alain Mazars
- Shimaguni Konjo de Fumiki Watanabe
- Skyddsängeln de Suzanne Osten
- Stille Betrüger de Beat Lottaz
- Lebedyne ozero. Zona de Yuri Illienko
- To Sleep with Anger de Charles Burnett
- Vreme čuda de Goran Paskaljevic
- El puente de Varsovia de Pere Portabella

## Premios

### Premios oficiales

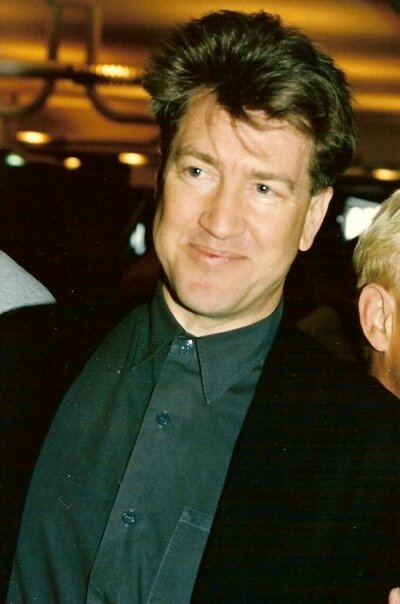
David Lynch, Palma de Oro de 1990

Els galardonados en las secciones oficiales de 1990 fueron:
- Palma de Oro: Corazón salvaje de David Lynch
- Gran Premio del Jurado: 
  - Shi no toge de Kōhei Oguri
  - Tilaï de Idrissa Ouedraogo
- Mejor director: Pavel Lungin por Taxi Blues''[12]
- Mejor actriz: Krystyna Janda por Przesłuchanie
- Mejor actor: Gérard Depardieu por Cyrano de Bergerac
- Mejor contribución artística: Gleb Panfilov por Mat
- Premio del Jurado: Agenda oculta de Ken Loach

Càmera d'Or
- Caméra d'or: Zamri, umri, voskresni! de Vitali Kanevsky
- Caméra d'Or - Mención especial: Time of the Servants de Irena Pavlásková & Farendj de Sabine Prenczina[12]

Cortometrajes
- Palma de Oro al mejor cortometraje: The Lunch Date de Adam Davidson
- Primer premio del jurado: De slaapkamer de Maarten Koopman
- Segundo premio del jurado: Revestriction de Barthelemy Bompard

### Premios independentes
Premios FIPRESCI
- Lebedyne ozero-zona de Yuri Illyenko (Quincena de los directores)
- Shi no toge de Kōhei Oguri (En competición)

Commission Supérieure Technique
- Gran Premio Técnico: Pierre Lhomme (fotografía) a Cyrano de Bergerac

Jurado Ecuménico
- Premi del Jurado Ecuménico: Stanno tutti bene de Giuseppe Tornatore
- Jurado Ecuménico - Mención especial: Agenda oculta de Ken Loach y Taxi Blues de Pavel Lungin[12]

Premio de la Juventud
- - Película extranjera:Lebedyne ozero-zona de Iuri Illienko
  - Película francesa: Printemps perdu de Alain Mazars

Premios en el marco de la Semana Internacional de la Crítica
Otros premios
- Prix de la Critique Internationale: Shi no toge de Kōhei Oguri[1]
- Premi de la Audiencia:[12]
  - Abrahams Gold de Jörg Graser
  - Sur de Fernando Solanas